# Pionosyllis lamelligera
Pionosyllis lamelligera är en ringmaskart som beskrevs av Saint Joseph 1887. Pionosyllis lamelligera ingår i släktet Pionosyllis och familjen Syllidae. Arten har ej påträffats i Sverige. Utöver nominatformen finns också underarten P. l. pariseta.